# Anita La Selva
Anita La Selva (* in Toronto, Ontario) ist eine kanadische Schauspielerin und Tänzerin.

## Leben und Ausbildung
La Selva wurde in Toronto geboren, wuchs aber in Stratford, Ontario auf, wo ihre Eltern als Theaterkostümbildner für das Stratford Shakespearean Festival arbeiteten. Durch die Arbeit ihrer Eltern kam La Selva bereits früh mit dem Theater in Berührung. Als Jugendliche besuchte sie zahlreiche Theateraufführungen und arbeitete bei verschiedenen Produktionen mit. Während ihrer Schulzeit nahm sie an einem Theater-Workshop des kanadischen Bühnenautors James Reaney teil und spielte in dessen Stück Kingwhistle.
Sie absolvierte ein Studium in den Fächern Englisch und Drama/Schauspiel an der University of Toronto, das sie mit einem Bachelor of Arts in Vergleichender Literaturwissenschaft und Theaterwissenschaft abschloss.
Gleichzeitig besuchte sie Schauspielkurse in Method Acting bei Samantha Langevin and Miriam Laurence, Absolventen von Lee Strasberg. Von 1988 bis 1990 studierte sie an der London Academy of Music and Dramatic Art.

## Karriere
Nach ihrer Rückkehr nach Kanada begann ihre Karriere als professionelle Schauspielerin. Sie trat unter anderem in Produktionen des Alternative Toronto Theatre sowie in lokalen Produktionen und in Workshops anderer Produktionen auf.
Auf der Bühne trat La Selva in einem weitgefächerten Repertoire auf, das die klassischen griechischen Tragödien, Stücke von William Shakespeare sowie moderne Gesellschaftskomödien, Farcen und Improvisationstheater umfasste.
Zu ihren wichtigen Bühnenrollen gehörten: die Klytaimnestra in der Orestie von Aischylos, die Goneril in König Lear von Shakespeare, eine der Hexen in Macbeth, ebenfalls von Shakespeare, die Frau in Bluthochzeit von Federico García Lorca, die Amanda in Privates Lives und die Elvira in Blithe Spirit (dt. Fröhliche Geister. Eine unwahrscheinliche Komödie), jeweils von Noël Coward, und die Maria in Lend Me a Tenor (dt. Othello darf nicht platzen!) von Ken Ludwig.
Außerdem arbeitete sie als Produzentin von Bühnenproduktionen und entwickelte eigene Bühnenproduktionen, unter anderem im Rahmen des von ihr mitgegründeten Theaterkollektivs Toronto Women's Auxiliary. Während ihrer Zeit als Theaterschauspielerin wurde sie Mitglied der interdisziplinären Künstlergruppe URGE, die individuelle Stücke für Film und Theater entwickelte.
1987 gab sie ihr Fernsehdebüt in dem Film Kampf um Liebe in der Rolle der Deidre. Ihren ersten Serienauftritt hatte sie 1992 in der Fernsehserie Nick Knight – Der Vampircop. Im gleichen Jahr spielte sie die Rolle der Frankie Silvera in der Serie Secret Service. 1994 wirkte sie an zwei Produktionen mit. Sie war in Spenser – Das Drogenkartell als Emmy Esteva zu sehen und hatte eine Nebenrolle in dem Filmdrama Der Mutter entrissen. 1995 war sie als Juliet in Under the Piano an der Seite von Teresa Stratas zu sehen. Im gleichen Jahr wirkte sie in Tek War – Krieger der Zukunft als Tanya Martin mit.
La Selva wurde vor allem durch ihre Rolle in Earth: Final Conflict bekannt. Sie wirkte zwischen 1997 und 2002 in insgesamt 78 Episoden der Serie mit.
Sie stellte dort Zo'or dar. Zo'or führte die Taelon-Synode und gehört zu den skrupellosen Feinden der Menschen.
1999 war sie in Crime in Connecticut: The Story of Alex Kelly zu sehen. Sie spielte die Rolle der Detektivin Kelly Mann.
Sie war auch in mehreren Kurzfilmen zu sehen. Dazu gehörten Stage Hands (als Janet)
und What Wants to Be Spoken, What Remains to Be Said als Marguerite. Sie wirkte auch in dem Independentfilm Blessed Boy mit.
La Selva war in der CBC-Dokumentation Adrienne Clarkeson Presents The Women of the Urge, einem Filmporträt über die Theaterarbeit der Gruppe URGE, zu sehen.
La Selva ist ausgebildete Tänzerin und arbeitete auch umfangreich als solche. Sie war Mitglied in mehreren professionellen Tanzcompagnien, unter anderem gehörte sie zum Ensemble der Esmeralda Enrique Spanish Dance Company in Toronto. La Selva wirkte unter anderem 1998 in der Produktion Passions Flamenco mit.

## Filmografie
- 1987: Kampf um Liebe (A Conspiracy of Love)
- 1992: Nick Knight – Der Vampircop (Nick Knight)
- 1992: Secret Service
- 1994: Spenser – Das Drogenkartell (Spenser: Pale Kings and Princes)
- 1994: Der Mutter entrissen (Million Dollar Babies)
- 1995: Under the Piano
- 1995: Tek War – Krieger der Zukunft (TekWar)
- 1996: Allein gegen das Recht (Mistrial)
- 1997–2002: Earth: Final Conflict
- 1999: Crime in Connecticut: The Story of Alex Kelly
- 2004: Dead End Road
- 2005: Missing – Verzweifelt gesucht (1-800-Missing)
- 2005: Trudeau II: Maverick in the Making
- 2015: Rogue (Fernsehserie, 3 Folgen)